# Mycosphaerella asperulata
Mycosphaerella asperulata är en svampart som beskrevs av Lennart Holm och Kerstin Holm. 
Mycosphaerella asperulata ingår i släktet Mycosphaerella, familjen Mycosphaerellaceae och divisionen sporsäcksvampar. Arten är reproducerande i Sverige.